# Оленьоцький улус
Оленьоцький улус (якут. Өлөөн улууһа, рос. Оленёкский район) — муніципальний район на заході Республіки Саха (Якутія). Адміністративний центр — с. Оленьок. Утворений у 1935 році.

## Населення
Населення району становить 4 050 осіб (2013).

## Адміністративний поділ
Район адміністративно поділяється на 4 муніципальних утворення, кожне з яких складається з одного села.